# Une zone à défendre
Une zone à défendre é um drama romântico francês escrito e dirigido por Romain Cogitore e lançado em 2023. É o primeiro filme original francês na Disney+. O filme foi apresentado durante uma exibição especial no Festival de Cinema de Cabourg de 2023.

## Sinopse
Greg é um oficial da DGSI (Direcção Geral de Segurança Interna), que é enviado sob uma identidade falsa para se infiltrar numa ZAD onde estão vários activistas ambientais (conhecidos como “zadistas") que lutam contra a construção de uma barragem numa floresta. Lá ele conhece Myriam, uma ativista ambiental, e eles se apaixonam. Quando Greg retorna 18 meses depois, ele descobre que Myriam deu à luz um filho de quem ele é pai. Dividido entre sua ambição profissional e sua nova família, Greg precisa fazer uma escolha que pode mudar tudo.

## Elenco
| Ator                  | Personagem       |
| --------------------- | ---------------- |
| François Civil        | Greg             |
| Lyna Khoudri          | Myriam           |
| Nathalie Richard      | Séverine         |
| Bellamine Abdelmalek  | Naël             |
| Arthur Rossano Parvez | Théo             |
| Hugo Rossano Parvez   | Théo             |
| Anne Alvaro           | Chantal          |
| Chantal Trichet       | Suzana           |
| Manon Bresch          | Fred             |
| Mona Walravens        | Lucia            |
| Candice Bouchet       | Béné             |
| Adilé David           | Pauline          |
| Arnaud Churin         | Hubert           |
| Céline Carrère        | Catherine        |
| Nico Rogner           | Niko             |
| Oona von Maydell      | Jana             |
| Caroline Gay          | Yaël             |
| Félix Bossuet         | Fissou           |
| Elliot Daurat         | Ewen             |
| Hadi Rassi            | Zap              |
| Farid Bouzenad        | Hakim            |
| Oscar Copp            | Thibaut          |
| Marie Berto           | Diretora do DGSI |
| Hicham Loubar         | Théo aos 4 anos  |

## Produção

### Gênesis e desenvolvimento
Em 26 de fevereiro de 2016, o diretor e roteirista Romain Cogitore anunciou o projeto (na época intitulado Zad) em entrevista ao jornal Dernieres Nouvelles d'Alsace. O roteiro foi co-escrito por Romain Cogitore, Thomas Bidegain e Catherine Paillér, inspirado em um acontecimento real ocorrido na Inglaterra e descoberto pela imprensa britânica em 2011, que revelou as missões policiais de longo prazo dos eco-infiltradores, alguns deles até tiveram filhos com os ativistas antes de desaparecerem.
Em 11 de julho de 2022, a Disney+ anunciou as filmagens de seu primeiro filme original francês, Une zone à défendre, dirigido por Romain Cogitore com François Civil e Lyna Khoudri nos papéis principais. O filme foi lançado em 2023 na França e em todo o mundo na plataforma de streaming. Romain Cogitore já havia dirigido François Civil em Nos résistances, lançado em 2011. Une zone à défendre é a terceira colaboração entre François Civil e Lyna Khoudri, que trabalharam juntos na dublagem de Buzz Lightyear em 2022 e também estrelaram juntos o díptico cinematográfico Les Trois Mousquetaires : D'Artagnan e Les Trois Mousquetaires : Milady, lançados em 2023. Mathieu Lamboley compõe a trilha sonora do filme. Romain Cogitore explicou o filme em um comunicado à imprensa de julho de 2022:
"Com Une zone à défendre pretendo incluir questões ambientais e políticas no quadro de uma história de amor, colocar-me num duplo género cinematográfico – o filme de infiltração e o melodrama – para contar um momento da nossa história contemporânea, que zadistas e os colapsologistas chamam “o colapso do velho mundo”."
| Críticas profissionais | Críticas profissionais |
| Avaliações da crítica  | Avaliações da crítica  |
| Fonte                  | Avaliação              |
| ---------------------- | ---------------------- |

Durante as filmagens de Nos résistances em 2009, primeiro filme conjunto de Romain Cogitore e François Civil que teve como protagonistas jovens combatentes da resistência, o diretor e o ator se questionaram: “quem são os combatentes da resistência hoje?", e a ZAD parece-lhes um lugar da luta actual em França. “Isso correspondeu a um momento da minha vida em que comecei a ter consciência ecológica e a luta deles me toca. Tenho muita admiração pelas pessoas que se desviam da marcha irreprimível do nosso mundo, aquelas que vão contra a corrente, contra a corrente. Este radicalismo, estes sacrifícios ao serviço de causas nobres, como a igualdade, a justiça social, o respeito pelo ambiente, que me inspira", declarou François Civil à Le Figaro TV Magazine. Romain Cogitore queria trabalhar novamente em um melodrama depois de seu segundo filme, L'Autre Continent (2018), então se perguntou qual amor impossível poderia ser contado hoje. "Um policial disfarçado que se apaixona por alguém do campo oposto, isto me parecia um bom ponto de partida. A base da história, é o amor. Foi isso que me levou a descobrir as ZAD", disse Romain Cogitore ao TF1 INFO.
Romain Cogitore investigou longamente as ZAD e até viveu numa ZAD com activistas ambientais para tornar o filme mais credível. O realizador mergulhou numa das maiores ZAD da França onde explicou o seu projecto aos activistas. “Eu queria ser extremamente fiel, não estar acima do solo. Não sou o único a ter essa vontade de contar a história da Zad ou do investimento de ativistas, mas é complicado no sistema de produção. Dizem-nos que não é glamoroso“, disse ele. Romain Cogitore também pediu a François Civil que lesse o livro Undercover: The True Story of Britain's Secret Police, sobre o caso Mark Kennedy, para se preparar para o filme.
Lyna Khoudri disse que o que a fez aceitar o filme foi o roteiro – foi a primeira vez que ela leu algo assim e teve acesso a esse universo. Ela não conhecia a ZAD antes de aceitar o projeto, e quando conheceu o diretor Romain Cogitore, que passou muito tempo na ZAD, ficou realmente cativada por ele. François Civil afirmou que aceitou o projeto por causa de sua história com Romain Cogitore, pois eles permaneceram próximos desde que trabalharam juntos em Nos résistances, então quando o diretor lhe ofereceu o papel de Greg em Une zone à défendre, ele disse a ela "sim" imediatamente.
Quando a revista Numéro perguntou aos dois atores principais sobre a ressonância que o filme poderia ter, Lyna Khoudri respondeu: “Com este filme é a primeira vez que entramos realmente numa ZAD... Só espero que não tenhamos traído ninguém, porque há necessariamente uma responsabilidade que vem com o facto da história poder ressoar com a notícia. Mas é difícil prever o impacto que o filme poderá ter." E François Civil acrescentou: “Sim, é verdade que o impacto é muito difícil de medir, mas a origem do projecto, e o que nos convenceu, é que: tentar mostrar uma ZAD, de uma forma mais realista do que as representações paródicas, clichês ou que podemos ver nos canais de notícias que nos repetem as mesmas cenas de motins. Tentamos realmente prestar homenagem a essas pessoas que sacrificam parte do seu conforto pelos seus ideais e pelo seu compromisso. Como disse Lyna, tivemos sorte de ter Romain que investigou muito a ZAD e que nos alimentou com tudo isso."

### Filmagem
As filmagens começaram em 13 de junho de 2022 e terminaram em 12 de agosto de 2022. O filme foi filmado em Paris, Essonne, Marselha, Normandia e Melun. Quase 200 figurantes foram usados no filme, e quase dois terços desses figurantes eram verdadeiros zadistas. Não foi possível filmar numa ZAD real por razões de confidencialidade, mas também do ponto de vista ecológico. A decoradora Pascale Consigny e o construtor-chefe Gérard David recriaram uma ZAD inteira a partir de fotos trazidas pelo diretor Romain Cogitore, que passou muito tempo na ZAD de Notre-Dame-des-Landes.

### Promoção
O Disney France revelaria a primeira imagem do filme com François Civil e Lyna Khoudri em 12 de novembro de 2022. Em 29 de janeiro de 2023, a Disney France revelou uma nova imagem de François Civil no set do filme. Uma nova imagem do filme com François Civil e Lyna Khoudri foi revelada em 5 de maio de 2023. Três novas imagens do filme foram reveladas pela Disney em 12 de maio de 2023 com o anúncio da data de lançamento. O primeiro pôster do filme foi revelado pela Disney+ em 6 de junho de 2023. O trailer oficial foi revelado em 17 de junho de 2023.

## Recepção

### Público de streaming
De acordo com o agregador de streaming JustWatch, Une zone à défendre foi o 5º filme mais assistido em todas as plataformas de streaming na França durante o fim de semana de 8 a 9 de julho de 2023.

### Recepção critica
Na França, o site Allociné oferece uma média de 3,3⁄5, depois de ter identificado 8 críticas de imprensa. Sandrine Bajos do Le Parisien deu ao filme 4 de 5 estrelas e escreveu: "Por trás do que poderia parecer um belo melodrama, Romain Cogitore criou um filme importante e útil sobre o compromisso, o planeta moribundo e os zadistas, esses ativistas que regularmente chegam às manchetes. Protagonizado por uma dupla muito boa de atores, este filme é uma surpresa muito agradável." Yoann Jenan da Télé-Loisirs deu ao filme 4 estrelas de 5 e disse: “Desse filme híbrido nasce uma história que se sustenta do início ao fim.”
Charles Martin da Première deu ao filme 3 de 5 estrelas, afirmando: "Romain Cogitore passou um tempo em uma ZAD real, para melhor relatar a vida nesses acampamentos atemporais, fora da República. Mesmo que sua visão às vezes seja muito angelical em substância, a exploração desta comunidade, rara na tela, é edificante." Laurent Djian da Télé 7 jours deu ao filme 3 estrelas de 5, chamando-o de "Uma ficção sem tempo de inatividade, que navega de forma inteligente entre o suspense e o drama romântico". Augustin Pietron-Locatelli da Télérama deu ao filme 3 de 5 estrelas, afirmando: "Longe da comédia da “sociedade” francesa que se pode temer, a primeira produção francesa da Disney+ é um melodrama mais interessado no romance do que na política." Fabrice Leclerc escreveu para o Paris Match: "Movimentado por uma encenação elegante, ousada nos planos sequenciais, Une zone à défendre é um belo objeto cinematográfico e confirma, se ainda fosse necessário, o talento de François Civil, que conduz este filme bem pensado do início ao fim."

## Prêmios e indicações

### Prêmios
- 2016: Vencedor do Torino Film Lab na categoria “Roteiro e argumento"[30]

### Nomeações e seleções
- Fundação Gan para o Cinema 2016: cenário na categoria “A seleção"[31]
- Festival Francia está en pantalla (Madrid) 2023: pré-estréia[32][33]
- Festival de Cinema de Cabourg 2023: pré-estréia, exibição especial[34]